# Броненосная лодка
Броненосные лодки — бронированные суда системы шведского инженера Эриксона с вращающейся башней, прообразом которых стал известный Монитор.
К началу 1860-х годов броненосное судостроение в мире находилось на этапе своего становления и активного поиска принципиальных конструктивных решений. Помимо традиционной, казематной концепции размещения орудий была предложена концепция расположения пушек во вращающейся башне, как это было сделано в Мониторе.

## Броненосные лодкиРоссийского императорского флота
Решение воспользоваться американским проектом вызывалось отсутствием времени, средств и опыта строительства броненосных кораблей. Проект был интересен тем, что стоя значительно дешевле полноценного броненосца вёл бой с ним на равных, а также имел потенциал для увеличения огневой мощи.
В начале 1863 г. возникла опасность войны между англо-французской коалицией и Россией. Отсутствие на Балтийском море современного флота заставило русское правительство принять срочные меры для защиты Финского залива и морских подступов к столице. В марте 1863 г. министерство утвердило программу постройки десяти броненосных кораблей (однобашенные «Ураган», «Тифон», «Стрелец», «Единорог», «Броненосец», «Латник», «Колдун», «Перун», «Вещун», «Лава»). Затем были построены двухбашенные броненосные лодки: «Смерч», «Русалка».
Само название Монитор стало нарицательным.

## Достоинства
Броненосные лодки имели мощную броню, низкий силуэт. Над палубой возвышались одна или две башни. Это давало большое преимущество перед противником: Судно было легче, в него было сложно попасть, а броня защищала от возможных многократных попаданий. Можно было иметь относительно небольшую по сравнению с броненосцами силовую установку. Вращающаяся башня позволяла отказаться от ряда казематных орудий, увеличить их мощь и вес и избавить корабль от маневрирования для нанесения огня. Значительно низкая стоимость корабля и более быстрое время его постройки по сравнению с броненосцем. Более низкая стоимость обслуживания.

## Недостатки
Низкие борта не давали судам приемлемую судоходность по морям. Было много случаев захлёстывания воды через борта в обычную погоду и затоплений (что привело к гибели в шторм броненосной лодки «Русалка» в 1893 г.). Данные суда могли быть применены на глубоких реках в прибрежных зонах и спокойных морях типа Балтийского. Обитаемость на таких судах была далеко не комфортной, так как над водой находилась только башня/башни, рубка, дымовая труба, раструбы вентиляторов и мачты.
Данный тип кораблей хорошо подходил для оборонительных действия недалеко от баз в спокойных водах, в шхерах, но эти корабли совершенно не подходили для длительных морских переходов.